# 2021년 시카고 영화 비평가 협회상
제34회 시카고 비평가 협회상은 2021년 12월 15일에 열린 시상식이다.

## 수상 및 후보

### 작품상
- 파워 오브 도그
- 드라이브 마이 카
- 그린 나이트
- 리커리시 피자
- 웨스트 사이드 스토리

### 감독상
- 파워 오브 도그 - 제인 캠피온 수상
- 리커리시 피자 - 폴 토마스 앤더슨
- 드라이브 마이 카 - 하마구치 류스케
- 그린 나이트 - 데이빗 로워리
- 웨스트 사이드 스토리 - 스티븐 스필버그

### 남우주연상
- 파워 오브 도그 - 베네딕트 컴버배치 수상
- 피그 - 니콜라스 케이지
- 틱, 틱... 붐! - 앤드류 가필드
- 드라이브 마이 카 - 니시지마 히데토시
- 레드 로켓 - 사이먼 렉스

### 여우주연상
- 스펜서 - 크리스틴 스튜어트 수상
- 디 아이즈 오브 타미 페이 - 제시카 차스테인
- 로스트 도터 - 올리비아 콜맨
- 리커리시 피자 - 알라나 하임
- 티탄 - 아가트 루셀

### 남우조연상
- 파워 오브 도그 - 코디 스밋 맥피 수상
- 리커리시 피자 - 브래들리 쿠퍼
- 졸라 - 콜맨 도밍고
- 웨스트 사이드 스토리 - 마이크 파이스트
- 프렌치 디스패치 - 제프리 라이트

### 여우조연상
- 패싱 - 루스 네가 수상
- 벨파스트 - Catriona Balfe
- 로스트 도터 - 제시 버클리
- 웨스트 사이드 스토리 - 아리아나 데보스
- 졸라 - 라일리 코프

### 각본상
- 리커리시 피자 - 폴 토마스 앤더슨 수상
- 더 카드 카운터 - 폴 슈레이더
- 프렌치 디스패치 - 웨스 앤더슨
- 피그 - 마이클 사노스키
- 레드 로켓 - 크리스 베르고흐 외 1명

### 각색상
- 파워 오브 도그 - 제인 캠피온 수상
- 드라이브 마이 카 - 하마구치 류스케 외 2명
- 그린 나이트 - 데이빗 로워리
- 로스트 도터 - 매기 질렌할
- 웨스트 사이드 스토리 - 토니 커쉬너

### 외국어영화상
- 드라이브 마이 카
- 어떤 영웅
- 쁘띠 마망
- 티탄
- 사랑할 땐 누구나 최악이 된다

### 다큐멘터리상
- 소울, 영혼, 그리고 여름
- 나의 집은 어디인가
- 프로세션
- 더 스팍스 브라더스
- 더 벨벳 언더그라운드

### 애니메이션상
- 나의 집은 어디인가
- 용과 주근깨 공주
- 엔칸토: 마법의 세계
- 루카
- 미첼 가족과 기계 전쟁

### 촬영상
- 파워 오브 도그 - 아리 웨그너 수상
- 듄 - 그레이그 프레이저
- 그린 나이트 - 앤드류 드로즈 팔레르모
- 더 트래저디 오브 맥베스 - 브루노 델보넬
- 웨스트 사이드 스토리 - 야누즈 카민스키

### 음악상
- 파워 오브 도그 - 조니 그린우드 수상
- 아네트 - 론 멜 외 1명
- 듄 - 한스 짐머
- 프렌치 디스패치 - 알렉상드르 데스플라
- 스펜서 - 조니 그린우드

### 편집상
- 프렌치 디스패치 - 앤드류 웨이스브럼 수상
- 드라이브 마이 카 - 야마자키 아즈사
- 듄 - 조 월커
- 파워 오브 도그 - 피터 쉬버라스
- 웨스트 사이드 스토리 - 마이클 칸 외 1명

### 미술상
- 프렌치 디스패치
- 듄
- 그린 나이트
- 나이트메어 앨리
- 웨스트 사이드 스토리

### 의상상
- 스펜서 - 재클린 듀런 수상
- 크루엘라 - 제니 비번
- 듄 - Robert Morgan 외 1명
- 그린 나이트 - 말고시아 투르잔스카
- 웨스트 사이드 스토리 - Paul Tazewell

### 시각효과상
- 듄
- 아네트
- 그린 나이트
- 나이트메어 앨리
- 티탄

### 유망연기상
- 리커리시 피자 - 알라나 하임 수상
- 웨스트 사이드 스토리 - 아리아나 데보스
- 코다 - 에밀리아 존스
- 시바 베이비 - 레이첼 세노트
- 웨스트 사이드 스토리 - 레이첼 지글러

### 밀로스 스테릭, 획기적인 영화 제작자상
- 피그 - 마이클 사노스키 수상
- 로스트 도터 - 매기 질렌할
- 패싱 - 레베카 홀
- 코다 - 션 헤이더
- 엠마 셀리그만 - 시바 베이비